# Geschwister Marx
Die 8 Geschwister von Karl Marx spielten in dessen Leben eine prägende Rolle. Die Kenntnis ihrer Lebensumstände vermittelt ein Bild von dem sozialen, religiösen und kulturgeschichtlichen Umfeld, in dem Karl Marx (1818–1883) aufwuchs und lebte. In der biografischen Literatur über Marx wird häufig behauptet, dass er keine Beziehung zu seinen Geschwistern gehabt habe, dass er der Erstgeborene gewesen sei und anderes mehr. Aus den hier angeführten Quellen ergibt sich jedoch ein anderes Bild. Selbst die Nichten und Neffen von Marx unterhielten persönlichen und brieflichen Kontakt zur Familie von Karl Marx.

## Geschwister
Dieser Artikel befasst sich mit den Geschwistern Mauritz David, Sophia, Hermann, Henriette, Caroline und Eduard Marx.
Die anderen Geschwister werden in separaten Artikeln behandelt.
- Louise Marx (1821–1893), verheiratet mit Jan Carel Juta
- Emilie Marx (1822–1888), verheiratet mit Johann Jacob Conradi (1821–1892)

## Mauritz David Marx

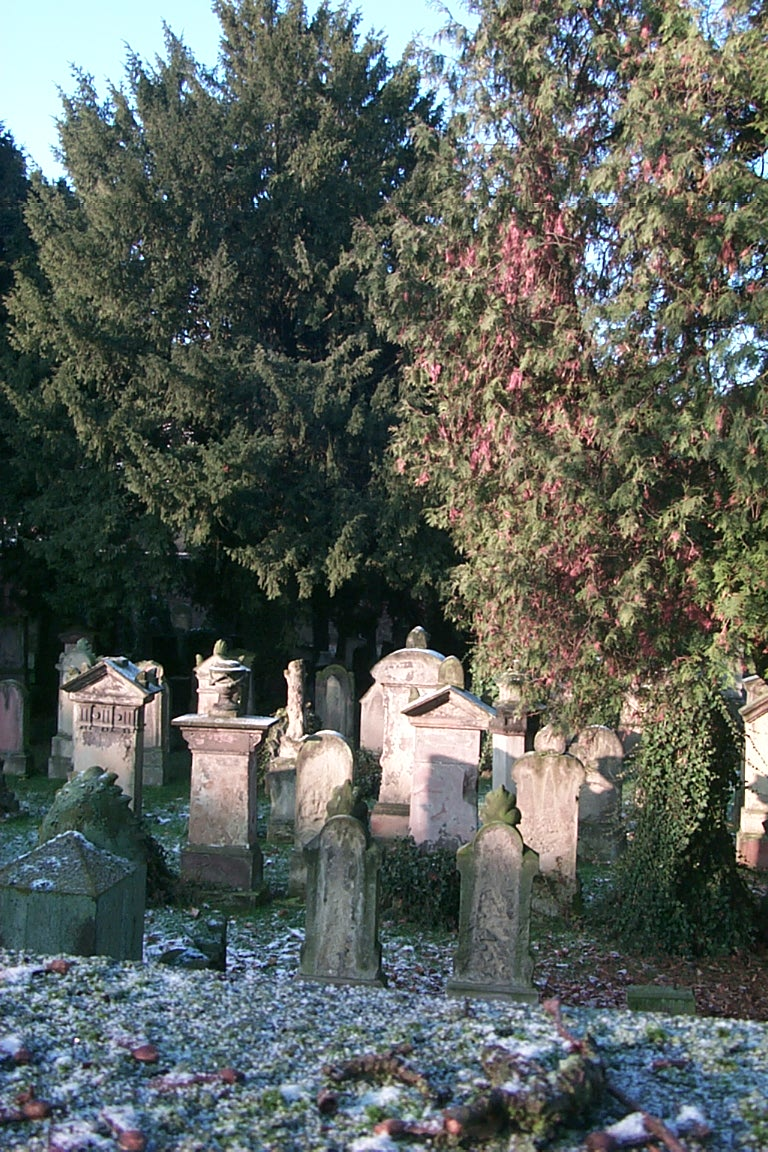
Alter Jüdischer Friedhof in Trier, hier wurden Urgroßvater, Großvater, Großmutter und Mauritz David begraben.

Mauritz David Marx (* 30. Oktober 1815 in Trier; † 15. April 1819 in Trier) war der älteste Sohn von Heinrich Marx und Bruder von Karl Marx.

### Leben
Mauritz David Marx war der Erstgeborene von Heinrich Marx und seiner Frau Henriette Marx, geb. Presburg. Beide Eltern gehörten der jüdischen Gemeinde Trier an, die vom Großrabbiner Samuel Marx geleitet wurde. Die Geburt zeigten zwei Handwerker (ein Glaser und ein Schreiner) an. Mauritz wurde als Erstgeborener nach 8 Tagen beschnitten. Mit 3½ Jahren verstarb er, die Todesursache ist nicht bekannt. Seinen Tod zeigte der jüdische Handelsmann Jacob Simon Oppenheim an. An der Beerdigung auf dem Jüdischen Friedhof an der Weidegasse seines Neffen Mauritz David hat Samuel Marx teilgenommen. Damit steht auch fest, dass Heinrich Marx zu diesem Zeitpunkt noch nicht getauft war.

### Wirkung
Dazu schreibt z. B. Otto Rühle: „Marx war Erstgeborener, einziger Knabe und die Hoffnung der Familie. (…) Zusammenfassend läßt sich sagen: die drei charakteristischen Befunde im Bilde der marxschen Persönlichkeit – schlechte Gesundheit, jüdische Abkunft und erster Platz in der Geschwisterreihe – fallen in einem Punkte zusammen; sie bedingen gemeinsam ein verstärktes Minderwertigkeitsgefühl.“
So nennt Arnold Künzli ein Kapitel seines Buches über Karl Marx: „Der älteste Sohn – ,Gottes Sohn‘.“
Fritz J. Raddatz behauptet: „Von seinen Geschwistern, die übrigens in seinem Leben keine große Rolle spielten, ist wenig bekannt.“

## Sophia Marx

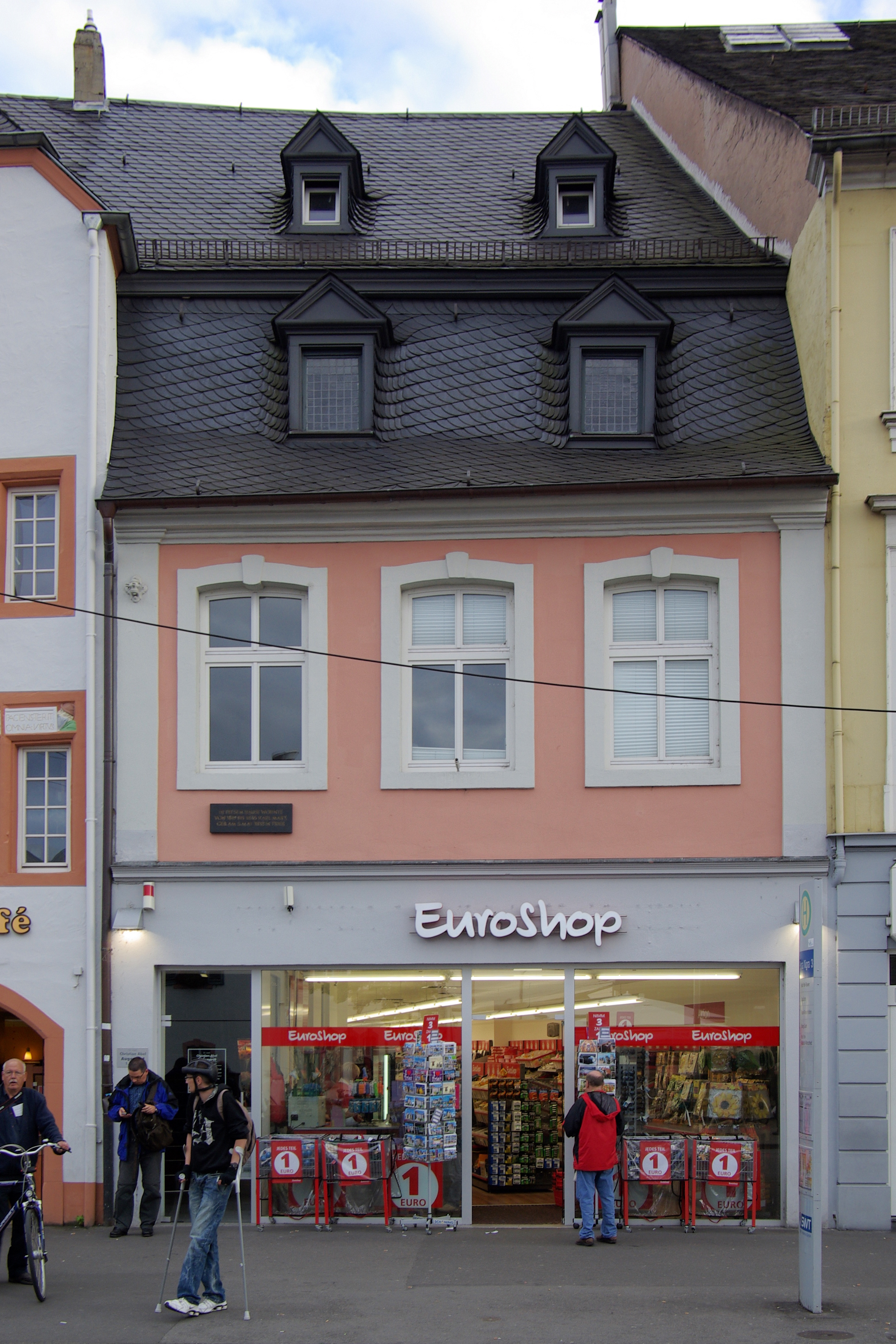
Wohnhaus der Familie Marx in der Simeonstraße ab 1819. Hier wohnten Sophia, Hermann, Henriette, Caroline und Eduard mit ihren Eltern und Geschwistern

Sophia Marx (* 13. November 1816 in Trier; † 29. Dezember 1886 in Düren) war das zweite Kind von Heinrich Marx und eine Schwester von Karl Marx. Seit dem 12. Juni 1842 war sie mit Willem Robert Schmalhausen (* 17. Januar 1817 in Vaals, Niederlande; † 1. November 1862 in Maastricht), Staatsanwalt (Procurateur), verheiratet.

### Leben
Sophia Marx, auch Sophie genannt, war die Schwester und Freundin ihres jüngeren Bruders Karl. Sie zeichnete seine Gedichte an den Vater auf und bewahrte später Briefe der Eltern und von Karl Marx auf, die uns Karl Marx in seiner Studentenzeit nahebringen. Welche Schulbildung sie erfuhr, ist nicht bekannt, da keine personalisierten Akten aus dieser Zeit in Trier überliefert sind. Jedenfalls verstand sie Französisch und Niederländisch, wie aus einem Notizbuch hervorgeht. Sophia war auch die Vertraute ihres Bruders und von Jenny von Westphalen. Am 12. Juni 1842 heiratete sie in Trier und zog nach Maastricht. Der Kontakt zu ihrem Bruder wurde von ihr und ihren Kindern aufrechterhalten. So besuchte ihre Tochter Caroline die Familie Marx 1865 in London, und Caroline ist es auch, die Eleanor Marx den berühmten Brief von Marx an seinen Vater vom 10.–11. November 1837 zur Veröffentlichung übergab. Willem Robert Schmalhausen berät Marx in Fragen seiner Erbschaft. Sophia erkrankte und wurde im November 1883 in die „Provinzial-Irrenanstalt“ in Düren gebracht. Aus dem Anamnesebogen, der dort aufgenommen wurde, ist zu entnehmen, dass Heinrich Marx „groß, schwer gebaut, sehr intelligent und eloquent“ war und ihre Mutter „klein, zart, sehr intelligent“.

### Ehrung
1983 wurde an dem früheren Wohnhaus von Sophia Schmalhausen in der Boullionstraat in Maastricht eine Plakette angebracht, die an den Aufenthalt von Karl Marx vom 19. März bis 7. April 1865 erinnert.

### Kinder
- Henriette Schmalhausen (* 4. Mai 1843 in Maastricht; † 8. Dezember 1920 in Den Haag), verheiratet mit August Schill (1840–1915).
- Caroline, genannt Lina Schmalhausen (* 13. Mai 1846 in Maastricht; † 6. September 1927 in Bussum), verheiratet mit Jan Peter Smith (1837–1884).
- Bertha Schmalhausen (* 7. November 1852 in Maastricht; † 8. November 1922 in Zaltbommel), verheiratet mit Leonard van Anrooij (1849–1923).
- Henri Eduard Benno Schmalhausen (* 12. Mai 1857 in Maastricht; † 23. Februar 1906 in Apeldoorn), Kolonialbeamter in Indonesien und Autor. Verheiratet mit Odilia Bruijn van Rozenburg (1865–1939).

### Wirkung
Dazu schreibt z. B. Isaiah Berlin: „Von den acht Kindern des Ehepaares Heinrich und Henrietta war Karl das zweite, und abgesehen von mäßiger Zuneigung für die älteste Schwester Sophie als Kind, hatte er für seine Geschwister weder in seiner Kindheit noch später allzuviel übrig.“
Richard Friedenthal schreibt: „Gehört es doch zu Marxens Habitus, nicht nur in dieser Familienbeziehung: Unbequeme Tatsachen zu übergehen und von vornherein als gar nicht existent zu betrachten, war eine seiner Eigenheiten, die er auch im Politischen anwandte.“

### Zitate
„An Laffittes Begräbnistage ging ich zum ersten Mal aus und reiste dann sechs Wochen später mit dem todkranken Kinde mit der Malleposte nach Trier, 3 Monate blieb ich bei meiner teuren Mutter. Ich traf dort mit Sophie Schmalhausen und der kleinen 1jährigen Jettchen Schmalhausen zusammen.“

„My dearest Uncle! What a forgetful ungrateful girl you must believe me, that I did not sooner write to such a good dear man, and when you too were so kind as to send me some lines.“

„Bester Karl, Mit innigem Leidwesen habe ich von dem Hinscheiden Deiner lieben Jenny gehört; vermag auch in solchen Augenblicken kein Trost unser gequältes Herz zu erleichtern, kann ich doch nicht unterlaßen, meine aufrichtige Theilnahme zu bezeugen.“

„Meine Tanten haben mir oft erzählt, daß Mohr als Junge ein schrecklicher Tyrann war; er zwang sie, im vollem Galopp den Marxberg in Trier hinunter zu kutschieren, und was noch schlimmer war, er bestand darauf, daß sie die Kuchen äßen, welche er mit schmutzigen Händen aus noch schmutzigerem Teige selbst verfertigte. Aber sie ließen sich dies alles ohne Widerrede gefallen, denn Karl erzählte ihnen zur Belohnung so wundervolle Geschichten.“

## Hermann Marx
Hermann Marx (* 12. August 1819 in Nijmegen, Niederlande; † 14. Oktober 1842 in Trier) war das vierte Kind von Heinrich Marx, Kaufmann und Bruder von Karl Marx.

### Leben
Hermann Marx wurde in Nijmegen geboren, weil seine Mutter Henriette Marx, geb. Presburg, zur Entbindung und vielleicht auch wegen des Todes von Mauritz David Marx (s. o.) bei ihren Eltern Isaak Presburg (1747–1832) und Nanette Cohen (1764–1833) dort weilte. Hermann wurde vermutlich in der Synagoge in der Nonnenstraat in Nijmegen beschnitten. Am 26. August 1824 wurde er mit seinen Geschwistern evangelisch in der elterlichen Wohnung Simeongasse 1070 (heute Simeonstraße 8) in Trier getauft. Seine Taufpaten waren der Anwalt Ernst Dominik Lais und die Frau des Anwalts Barbara Bochkoltz, geb. Sauer. Er wurde zuerst privat von Eduard Montigny, einem Buchhändler, unterrichtet (1828). Er hat nicht das Gymnasium besucht, wie Heinz Monz irrtümlich annahm. 1836 bemühte sich sein Vater um eine Lehrstelle als Handlungsdiener in Frankfurt am Main und Brüssel. Von 1836 bis 1838 war er als „Handlungsbediensteter“ in Brüssel tätig. Am 2. Juli 1839 wird Hermann, auf seinen Antrag, aus dem preußischen Staatsverband entlassen. Erkrankt, kam er 1840 nach Trier zurück und starb dort an „Lungensucht“. Er wurde am 17. Oktober in Trier auf dem evangelischen Friedhof Ruwerer Straße (heute: Herzogenbuscher Straße) begraben, die Grabrede hielt der Divisionsprediger Carl Wilhelm Rocholl (1805–1876).

### Zitat
„(…) dann aber, und vor allem die schwere Krankheit seines jüngsten Bruders Eduard sowie die schwache Gesundheit dreier anderer Geschwister, die alle jung gestorben sind, und die Anfänge der Krankheit des Vater, die ebenfalls tödlich enden sollte.“

## Henriette Marx

Hier in der Dreifaltigkeitskirche wurden Sophia, Louise, Henriette und Caroline konfirmiert

Henriette Marx (* 28. Oktober 1820 in Trier; † 3. Januar 1845 in Alstaden, heute Oberhausen) war eine Schwester von Karl Marx. Sie wurde als fünftes Kind von Heinrich Marx und Henriette Marx geboren und war Ehefrau des Architekten und Eisenbahndirektors Arnold Theodor Wilhelm Albert Simons (* 5. Juli 1813 in Soest; † 9. Februar 1863 in Aachen).

### Leben
Henriette wurde in Trier, im Wohnhaus der Familie Simeongasse 1070 (heute Simeonstraße 8), geboren. Am 26. August 1824 wurde sie in der elterlichen Wohnung in Trier zusammen mit ihren Geschwistern evangelisch getauft. Ihre Taufpaten waren der Anwalt Johann Friedrich Joseph Bockholtz und die Frau eines Anwalts, Anna Maria Schaak, geb. Clemens. Am Palmsonntag 1837 wurde sie in der Dreifaltigkeitskirche konfirmiert. Über ihre Schulbildung ist nichts bekannt. Ihre Schwester Sophia schildert sie gegenüber ihrem Bruder Karl: „… und Jette eben nicht vom liebenswürdigsten Humor“. Nachdem ihr Vater am 10. Mai 1838 gestorben war, wurde ihr Vormund der Anwalt und Freund der Familie Johann Heinrich Schlink. Obwohl Henriette schon an Schwindsucht erkrankt war, wurden die Hochzeitsvorbereitungen mit dem Architekten Theodor Simons im Sommer 1844 vorangetrieben. Auch Jenny Marx wurde davon Zeuge. Treibende Kraft war der Trauzeuge und Divisionsprediger Carl Wilhelm Rocholl, der Onkel des Bräutigams. Die Eheschließung, die für den 28. August geplant war, fand am 3. September 1844 im Trierer Rathaus statt. Ihre Mutter und die Schwestern Louise, Emilie und Caroline wohnten der Trauung bei. Nach der Hochzeit fuhren die Brautleute in der Kutsche in das damalige Dorf Alstaden. Schon am 3. Januar 1845 starb die junge Braut im Alter von 24 Jahren, ohne ihre Familie wiedergesehen zu haben.
Der Witwer Theodor Simons heiratete am 5. Januar 1847 Amalia Margathe Zimmermann (* 3. August 1826 in Saarbrücken, † 8. Juni 1895 in Straßburg). 1861 war er Direktor der Königl. Saarbrücken-Trier-Luxemburg Eisenbahn, Saarbrücken. Er verstarb 1863 als Eisenbahndirektor der Königlichen Aachen-Düsseldorf-Ruhrorter Eisenbahn in Aachen. Aus seiner zweiten Ehe gingen fünf Kinder hervor.

### Zitate
„Trotz all der Herrlichkeit wird Jettchen täglich elender, der Husten und die Heiserkeit nehmen zu. Sie kann kaum mehr gehen. Wie ein Gespenst geht sie einher aber geheirathet muß sein. Man findet es allgemein entsetzlich und gewissenlos. Rocholl soll aber dafür sein, um für seinen Neffen noch was zu kapern. Ich weiß nicht ob das gut gehn kann. Wenn sie noch in einer Stadt zu wohnen kämen – aber in ein elendes Dorf und das im Winter.“

„Sie war eine große schöne Figur mit so lieben, schwindsüchtigen Augen. Die Schwindsucht nahm einen so raschen Gang, daß Jeder ihren Tod voraus sah. Mein Vater versuchte die Hochzeit hinzuhalten, weil sie nicht mehr möglich sei. Der Bräutigam erkannte dies auch, aber die Braut hoffte auf Heilung, wenn sie erst Frau sei. So wurde sie vollzogen. Sie war aufgestanden u. hatte ein weißes Kleid an, ich kannte sie nicht mehr, so elend war sie. Der Bräutigam mußte sie nach der Trauung ins Bett tragen, von dem sie nur aufstand um in den Wagen getragen zu werden, damit sie in ihrer neuen Heimat sterben konnte.“

## Caroline Marx
Caroline Marx (* 30. Juli 1824 in Trier; † 14. Januar 1847 ebenda) war das achte Kind von Heinrich Marx und Schwester von Karl Marx.

### Leben
Caroline wurde in Trier, im Wohnhaus der Familie Simeongasse 1070 (heute Simeonstraße 8), geboren. Am 26. August 1824 wurde sie evangelisch in der elterlichen Wohnung in Trier zusammen mit ihren Geschwistern getauft. Ihre Taufpaten waren der Anwalt Friedrich Wilhelm Rupp und Frau Julie Emmerich, geb. Küppert. Über ihre Schulbildung ist nichts bekannt. Aus Briefen ihrer Schwester Sophia geht hervor, dass sie ihren Bruder Karl liebte. Auch zur Familie von Westphalen hielt sie Kontakt, so z. B. beim Tod von Jenny Marx’ Bruder Carl 1840. Am 12. April 1840 wurde sie in der Dreifaltigkeitskirche in Trier konfirmiert. Durch mehrere Briefe erhielt Karl Marx Informationen über den Gesundheitszustand seiner Schwester. Im Juni 1844 besuchte sie Jenny Marx und ihre Tochter Jenny, als diese in Trier zu Besuch waren. Am 14. Januar starb Caroline an „Schwindsucht“ und wurde am 16. Januar 1847 auf dem Friedhof Ruwererstraße (heute: Herzogenbuscher Straße) beerdigt.

### Zitat
„Du wirst erstaunt sein, noch keinen Brief von Carolinchen und statt dessen von mir zu empfen (…) denn Carolinchen wäre so gerne mit Dir nach Bommel und wartete täglich auf Briefe. Doch das arme Kind fühlte sich so schwacht, daß der Doctor es stark abrieht und wirklich wären Deine Pläne, lieber Karl, unausführbar gewesen; das liebe Leinchen fühlte sich ungeachtet der größten Ruhe und Schonung unendlich müde (…).“

## Eduard Marx

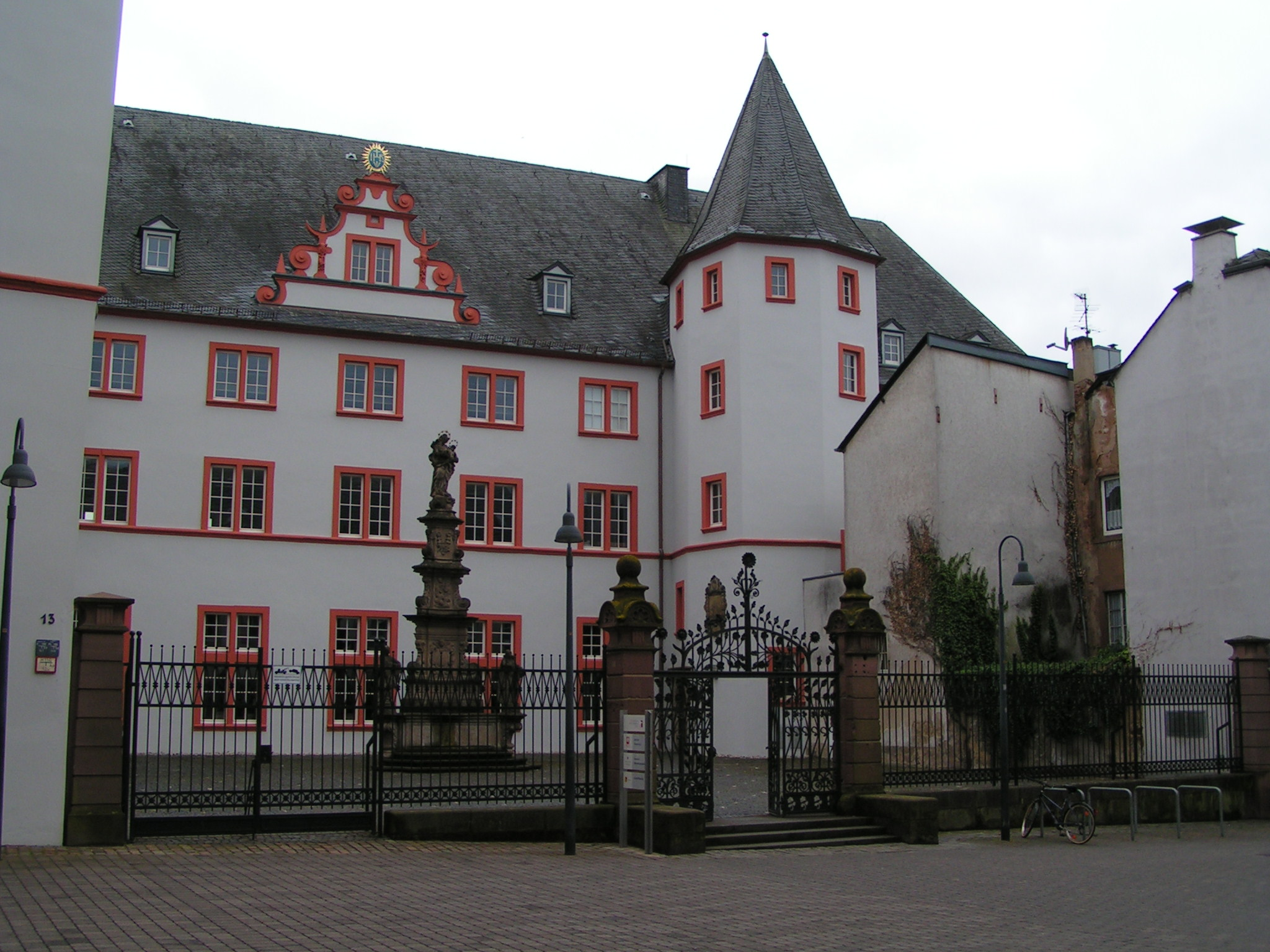
Gymnasium zu Trier: Eduard und Karl gingen hier zur Schule

Eduard Marx (* 7. April 1826 in Trier; † 14. Dezember 1837 ebenda) war das neunte Kind von Heinrich Marx, Schüler und Bruder von Karl Marx.

### Leben
Eduard wurde in Trier, im Wohnhaus der Familie Simeongasse 1070 (heute Simeonstraße 8), geboren. Am 28. April 1826 wurde er in der elterlichen Wohnung in Trier evangelisch getauft, seine Taufpaten waren der Anwalt Friedrich Wilhelm Rupp und dessen Frau Frederika Dorothea Rupp, geb. Vogt. 1835 wurde Eduard in das Gymnasium zu Trier eingeschult. Durch mehrere Briefe erhielt Karl Marx Informationen über den Gesundheitszustand seines jüngsten Bruders. Seit Juni 1837 war Eduard erkrankt und starb schließlich am 14. Dezember 1837 an „Schwindsucht“. Er wurde am 19. Dezember auf dem evangelischen Friedhof in Trier beerdigt.
Über seinen Tod wurde auch in der Familie von Karl Marx noch lange gesprochen, so dass Marx’ Tochter Eleanor Marx davon noch 1897 berichten konnte.

### Zitate
„Menni besucht das Gymnasium, und wie es scheint, will er doch etwas mehr Eifer zeigen.“

„Eduards Zustand, des lieben Mütterlchens Leiden, Dein Unwohlsein, obgleich ich hoffe, daß es nicht stark ist, alles ließ mich wünschen (…) zu Euch zu eilen.“

„(…) dann aber, und vor allem die schwere Krankheit seines jüngsten Bruders Eduard sowie die schwache Gesundheit dreier anderer Geschwister, die alle jung gestorben sind, und die Anfänge der Krankheit des Vater, die ebenfalls tödlich enden sollte.“

### Allgemein
- Hans Stein: Der Uebertritt der Familie Marx zum evangelischen Christentum. In: Jahrbuch des Kölnischen Geschichtsvereins e. V. Bd. 14, Köln 1932, S. 126–129.
- Jacob Peter Mayer: Marx und seine Geschwister. In: Vorwärts. Berlin, Nr. 69 vom 11. Februar 1932, 2. Beilage, S. 2.
- Heinz Monz: Karl Marx und Trier. Verhältnisse Beziehungen Einflüsse. Verlag Neu, Trier 1964.
- Richard Laufner: Heinrich Marx und die Regulierung der Steuerschulden der trierischen Judenschaft. In: Richard Laufner, Albert Rausch: Die Familie Marx und die Trierer Judenschaft. Trier 1975 (Schriften aus dem Karl-Marx-Haus-Trier, Heft 14), S. 5–17.
- Karin Kersten, Jutta Prasse: Die Töchter von Karl Marx. Unveröffentlichte Briefe. Aus dem Französischen und dem Englischen, editiert von Olga Meier. Kiepenheuer & Witsch, Köln 1979.